# 陳孟秀
陳 孟秀（1975年11月21日 - ）は、台湾彰化県出身の弁護士、政治家。時代力量元秘書長（幹事長）。
チェンは、政治に携わる前は人権弁護士でした。彼女は任命されました陳惠敏は、2019年3月1日、党首邱顕智が就任したときに、時代力量の秘書長を務めました。秘書長として、陳氏は2020年の立法選挙に向けた党の選挙戦略を発表しました。8月12日、さらに邱も党内不祥事の引責という形で辞任、陳氏は空席の間に党の事務を管理しました。2019年8月30日、呉佩芸が新一回秘書長となった。
2021年1月2日、彼女は時代力量の第三回決策委員会選挙への立候補を発表しました、1月15日投開票の第三回決策委員会選挙で427票を獲得し当選。同年3月1日に第三回時代力量決策委員に就任。